# Eupithecia montium
Eupithecia montium là một loài bướm đêm trong họ Geometridae.